# Шолотль
Шолотль (ісп. Xolotl) — в ацтекській і тольтекській міфології бог грози і смерті, «темний» брат-близнюк Кетцалькоатля, один із двох синів діви Коатлікуе. У перекладі з мови науатль його ім'я може перекладатися і як «гонець», і як «паяц», і як «чудовисько». На честь нього названо собаку.

## Опис
Зображувався у вигляді кістяка або як людиноподібне чудовисько з собачою головою і кривими ногами. На деяких зображеннях він озброєний сокирою, а на його спині є пляма світла.

## У міфах
У ацтекських міфах, як правило, представав як грізне божество грози, загробного світу і різних лих і невдач, вважався повелителем вечірньої зірки і темної сторони Венери, але разом з тим був покровителем близнюків і гри в м'яч, в Міктлані (царство мертвих в ацтекській міфології) супроводжував померлих, також супроводжував на початку дня Сонце під час його шляху на небосхил.
Бог Шолотль був посильним (кур'єром) від Богів для переговорів з Міктлантекутлі (Богом Світу Мертвих). Цей Бог не хотів давати Шолотлю мощі (реліквії), які допомогли б народженню нового покоління людей. Тоді Шолотль перетворився на собаку і вкрав дуже велику кістку. Він збирався поділитися нею зі своїми братами, але спіткнувся, і кістка зламалася. Її частинки помістили в посудину, і тоді кожне божество принесло власну жертву, слив свою кров у нього, і з цієї маси з'явилося нове покоління нащадків масегуалей (людей), до яких ми всі належимо.

## У сучасній культурі
- Шолотль - головний злодій відеогри Lara Croft and the Guardian of Light.